# Estación de Beaune
La estación de Beaune es una estación ferroviaria francesa de la línea París - Marsella, situada en la comuna de Beaune, en el departamento de Côte-d'Or, en la región de Borgoña. Por ella transitan tanto trenes de alta velocidad como  trenes regionales.

## Situación ferroviaria
La estación se encuentra en la línea férrea París-Marsella (PK 351,181). Formaba también parte de la pequeña línea férrea Beaune - Saint-Loup-de-la-Salle, hoy totalmente desmantelada.  

## Descripción
La estación se compone de dos andenes y de tres vías. Dispone de atención comercial durante toda la semana y de máquinas expendedoras de billetes. 
El paso subterráneo que permite cambiar de vía está decorado con fotografías que rinden homenaje a Étienne Jules Marey natural de Beaune. Usa para ello el método de la cronofotografía inventado por Marey. 

## Servicios ferroviarios

### Alta Velocidad
- Línea París - Chalon-sur-Saône.
- Línea Dijon - Niza. Estacional sólo en verano.

### Regionales
Los TER enlazan las siguientes líneas regionales:
- Línea Dijon - Lyon / Grenoble / Chambéry / Modane.
- Línea Dijon - Chalon-sur-Saône / Mâcon.
- Línea Dijon - Moulins-sur-Allier.
- Línea Dijon - Nevers / Tours.